# AirZeta

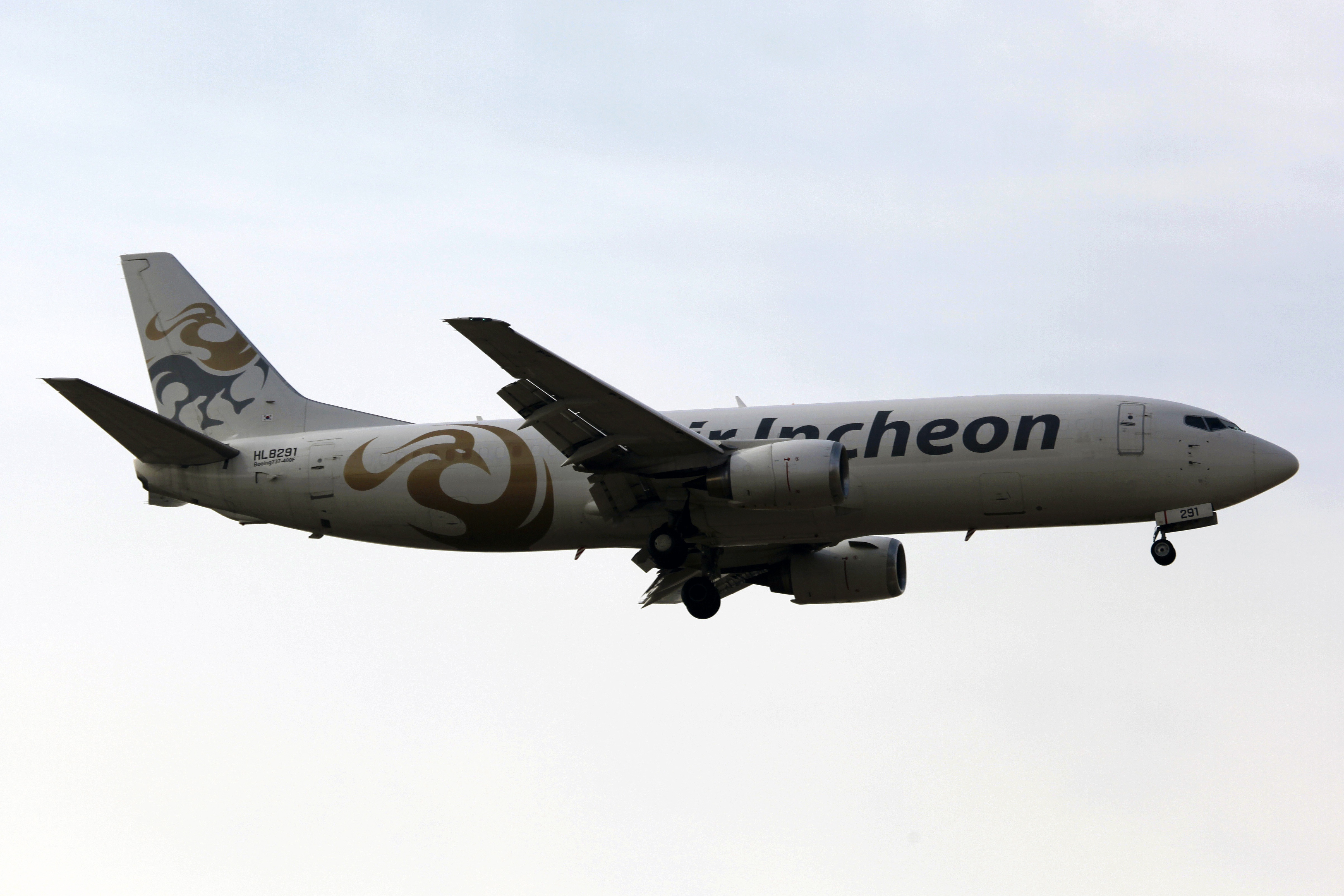
Eine Air Incheon Boeing 737-400 im Anflug auf den Incheon International Airport, Incheon, Südkorea im Jahr 2015

AirZeta (koreanisch: 에어제타) ist eine südkoreanische Frachtfluggesellschaft mit Sitz am Internationalen Flughafen Seoul Incheon.

## Geschichte
Im Januar 2012 wurde die Fluggesellschaft als Air Incheon gegründet und nahm im März 2013 den Betrieb mit einer Boeing 737-400SF auf.
Im August 2024 wurde der Kauf von Asiana Cargo für 470 Milliarden Won bekannt gegeben. Zu diesem betrieb die Frachtsparte der Asiana Airlines zehn Boeing 747-400F und eine Boeing 767-300F. Am 1. August 2025 wurde der Vollzug der Übernahme bekannt gegeben.
Im August 2025 erfolgte die Umbenennung von Air Incheon in AirZeta.

## Flugziele
AirZeta bedient mit Stand August 2025 Ziele in China, Südkorea sowie Vietnam von der Basis am Incheon International Airport heraus mit ihren Boeing 737-800SF.

## Flotte

### Aktuelle Flotte
Mit Stand August 2025 besteht die Flotte der AirZeta aus 15 Flugzeugen mit einem Durchschnittsalter von 26,4 Jahren:
| Flugzeugtyp        | Anzahl | bestellt | Anmerkungen               | Durchschnittsalter |
| ------------------ | ------ | -------- | ------------------------- | ------------------ |
| Boeing 737-800SF   | 04     |          | mit Winglets ausgestattet | 25,1 Jahre         |
| Boeing 747-400BDSF | 10     |          |                           | 26,7 Jahre         |
| Boeing 767-300F    | 01     |          |                           | 29,2 Jahre         |
| Boeing 777-300ERSF |        | 5        |                           |                    |
| Gesamt             | 15     | 5        |                           | 26,4 Jahre         |

### Ehemalige Flugzeugtypen
Zuvor betrieb AirZeta (noch als Air Incheon) unter anderem auch folgende Flugzeugtypen:
| Flugzeugtyp        | Anzahl | von  | bis  |
| ------------------ | ------ | ---- | ---- |
| Boeing 737-400SF   | 3      | 2013 | 2021 |
| Boeing 767-300BDSF | 1      | 2018 | 2019 |